# Awiw Gefen
Awiw Gefen (hebr.) אביב גפן, (ang.) Aviv Geffen (ur. 10 maja 1973 w Ramat Gan) – izraelski muzyk rockowy, lokalna gwiazda muzyki pop i idol młodzieżowy. Syn poety Jonatana Gefena, brat aktorki i reżyserki Sziry Gefen oraz siostrzeniec Moszego Dajana.
Autor kontrowersyjnych tekstów piosenek, dotyczących problemów związanych z przemocą, narkotykami i alkoholem. Znany także z niekonwencjonalnego zachowania i androgynicznego wizerunku, przypominającego Davida Bowie.
Gefen jest zaangażowany w popieranie procesu pokojowego w Palestynie. 4 listopada 1995 roku wystąpił przed uczestnikami demonstracji pokojowej w Tel Awiwie, podczas której zginął w zamachu Icchak Rabin. Wspomnienia tego wydarzenia zawarł w wielu utworach, z których najbardziej znany to Aschmah alejnu (Płacząc za tobą).
Na międzynarodowym rynku muzycznym Gefen znany jest ze współpracy ze Stevenem Wilsonem, z którym stworzył duet Blackfield. Część repertuaru Blackfield stanowią starsze piosenki Gefena w nowej aranżacji i z angielskimi tekstami.

## Dyskografia
- It's Only The Moonlight (1992)
- It's Cloudy Now (1993)
- Aviv Geffen III (1994)
- Nowhere (1995)
- The Letter (1996)
- Full Moon (1997)
- Hollowed (1999)
- White Nights (1999)
- Journey (2000)
- Memento Mori (2002)
- Im Hazman (2006)
- Rak Shirey Ahava (2006)
- Live (2008)
- Aviv Geffen (2009)